# 尾矿坝 (乌兰察布)
尾矿坝是一个位于中国内蒙古自治区乌兰察布盟的湖泊，面积约为4.64平方千米，属于蒙新高原区。它的一级流域为内流区诸河，二级流域为内蒙古内流区。